# La Bamba (canção de 1939)
La Bamba é uma música folclórica mexicana que surgiu no início do século XIX em Veracruz, do gênero Son jarocho. A versão mais conhecida foi a adaptação de rock and roll de Ritchie Valens de 1958.

## Origem e versões
A música é tocada em casamentos. O título não tem tradução correta, a palavra mais próxima é "Bambolear", que significa "balançar".
A primeira gravação da melodia foi de El Jarocho em 1939,com o título "El Jarabe Veracruzano" e incluída no álbum: "The Secret Museum Of Mankind Vol. 4 (Ethnic Music Classics 1925-48)".  Em 1944, o grupo Hermanos Huesca gravou "La Bamba" e foi lançada a interpretação do conjunto Los Panchos no ano seguinte. O trio foi formado em 1944 e gravou sucessos como "Bésame Mucho."
No mesmo ano, o trio Los Tres Vaqueros fizeram um cover da música. A artista Cynthia Gooding gravou uma versão em 1953, junto com outras músicas tradicionais do México em um LP.

## Versão de Ritchie Valens
O arranjo mais famoso foi o de 1958. Esse foi o maior sucesso de Rock n' Roll em espanhol de todos ficou em vigésimo segundo lugar na parada de sucesso. Na época, a gravação foi a canção assinatura de Valens e foi lançada uma versão remasterizada chamada "La Bamba '87" em 1987.  
O lado A da música foi "Donna" de mesmo ano.